# Каміль Шамун
Каміль Німр Шамун (араб. كميل نمر شمعون Арабська вимова: [kamiːl ʃamʕ'uːn] Kamīl Sham'ūn; 3 квітня 1900 — 7 серпня 1987) — ліванський політик, десятий президент Лівану, міністр закордонних справ Лівану, лідер ліванських християн за часів громадянської війни 1975—1990 років.

## Біографія

### Ранні роки
Народився в заможній та політично впливовій маронітській родині. Німр Шамун, батько Каміля, керував фінансовим відомством у провінційній адміністрації Гірського Лівану. Огюст Адиб Паша, дядько Каміля за материнською лінією, двічі очолював уряд Великого Лівану за часів французького мандату.
Родинний клан Шамун—Адиб відзначався політичною активністю, відстоював позиції ліванського націоналізму, виявляв прозахідні — профранцузькі та пробританські — симпатії. Це спричинило переслідування з боку османської влади. Наприкінці 1914 року, після вступу Османської імперії до Першої світової війни на боці Центральних держав, Німра Шамуна-старшого звинуватили в симпатіях до Антанти, заарештували й ув'язнили. 1916 року родину депортували до Киршехіра (Анатолія). Повернутись на батьківщину вони змогли тільки 1920 року.
1923 року Каміль Шамун закінчив Університет Святого Йосипа в Бейруті, здобувши юридичну освіту. Працював адвокатом, фінансовим чиновником, співробітником Національної бібліотеки Лівану. Публікував статті на правову й економічну тематику у франкомовній пресі Бейрута, працював у редакції популярної газети Le Réveil — Пробудження.

### Рух за незалежність
Шамун був активним прибічником незалежності Лівану. 1934 року його вперше обрали до лав парламенту Лівану (в подальшому обирався ще сім разів — 1937, 1943, 1947, 1951, 1960, 1968, 1972). Співпрацював з Національним блоком Еміля Едде. За часів французького мандату Шамун двічі обіймав посади в уряді: 1938 року очолював міністерство фінансів, а 1943 — міністерство внутрішніх справ, пошти й телеграфу. Виступаючи загалом за конфесійне рівноправ'я, переважно відстоював інтереси християнської громади Лівану. У зовнішній політиці, на відміну від свого батька, який симпатизував Франції, орієнтувався на Велику Британію та США.
Виступи за незалежність призвели до арешту Шамуна разом з групою інших відомих політиків 11 листопада 1943 року. Впродовж одинадцяти днів заарештовані перебували у вежі Рашая. У столиці почались масові протести, в результаті яких політиків звільнили 22 листопада. Відтоді ця дата відзначається як День незалежності Лівану.

### «Політичний маронітизм»
У 1944—1946 роках Шамун обіймав посаду посла Лівану у Великій Британії. Він очолював ліванську делегацію на «круглому столі» в Лондоні під час перемовин про майбутнє Палестини. У 1946—1947 роках обіймав посади міністра фінансів, міністра внутрішніх справ і громадської охорони здоров'я. 1948 року став постійним представником Лівану в Організації Об'єднаних Націй. Був головою на Арабському національному конгресі у Старому місті Єрусалима.
Ідеологічно Каміль Шамун виступав з ліберально-консервативних, націоналістичних й антикомуністичних позицій. Він розглядав Ліван як християнський форпост на Близькому Сході, був затятим противником панарабізму. За радикальні антиісламські виступи його прозвали «ліванським хрестоносцем». При цьому Шамун здебільшого вособлював «політичний маронітизм» — жорсткий курс маронітської аристократії на підтримання соціально-політичної ієрархії часів французького мандату. Був серед керівників правої партії Конституційний блок, яку очолював Бішара ель-Хурі.

### Президент Лівану

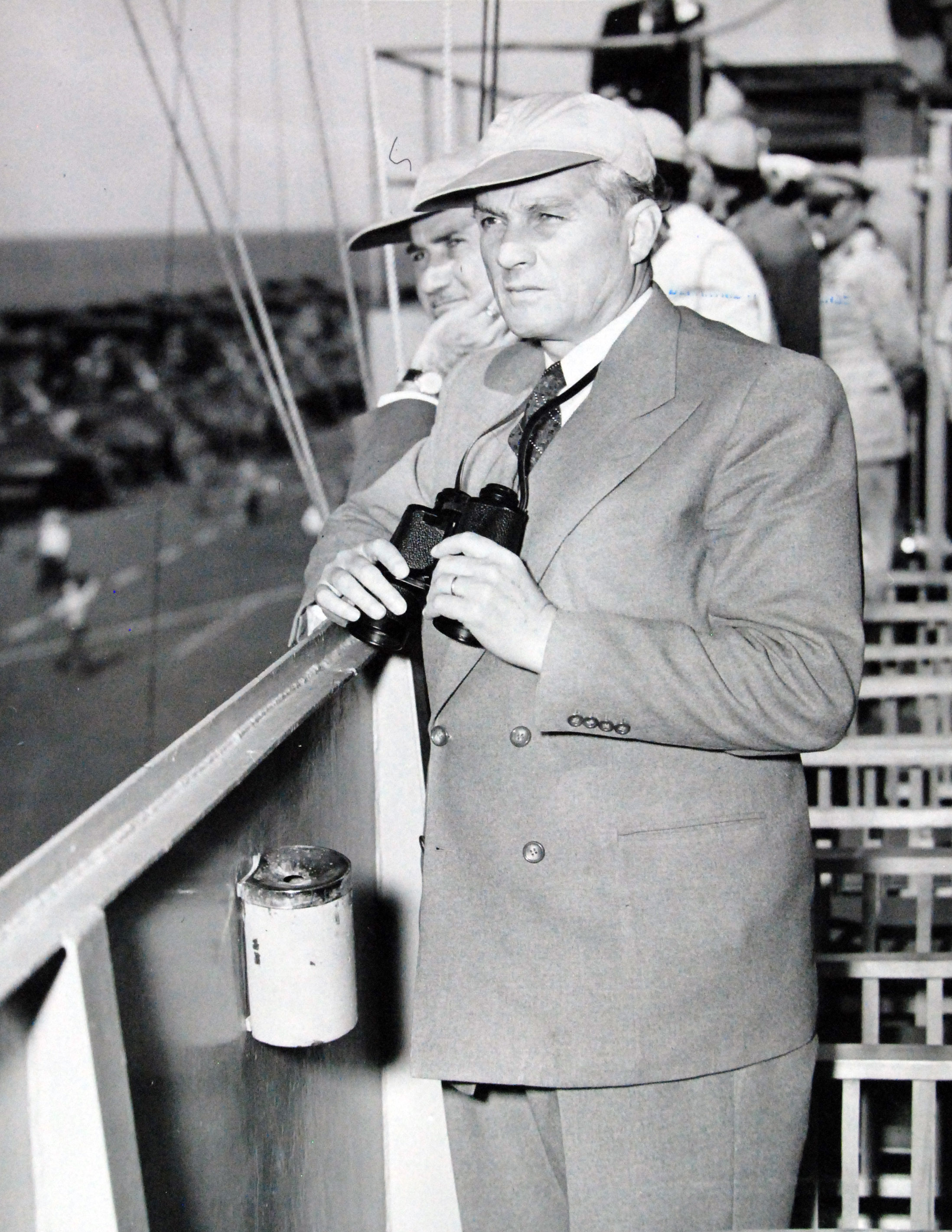
Каміль Шамун спостерігає за діями літаків у повітрі з борту авіаносця USS Franklin D. Roosevelt (CVB-42) біля Бейрута. 1953 рік

1952 року у відставку подав звинувачений у корупції Бішара ель-Хурі. Новим президентом Лівану став Каміль Шамун. Офіційно вступив на посаду 23 вересня 1952 року.
На посаді глави держави Шамун провадив політику економічної лібералізації, розвитку технологій та залучення іноземних інвестицій. Він намагався перетворити Ліван на фінансовий і транспортно-комунікаційний центр Близького Сходу. Стимулював банківський сектор, розширяв бейрутські порт та аеропорт, будував морський порт у Триполі. За його каденції було значно демократизовано порядок заснування політичних партій, цілковито гарантовано політичне рівноправ'я жінок. Вірменська громада Лівану вперше отримала парламентську квоту.
Внутрішня політика президента Шамуна мала риси правого антикомунізму й орієнтувалась на християнську громаду, передусім її маронітську частину. Зовнішня політика відзначалась прозахідною орієнтацією. Під час Суецької кризи 1956 року Каміль Шамун фактично підтримав британсько-французько-ізраїльську коаліцію проти насерівського Єгипту. Було встановлено зв'язки з Організацією центрального договору. Все це спричинило різке невдоволення лівих кіл, мусульманських, особливо сунітських політиків, комуністів і насеристів. Гамаль Абдель Насер вважав ліванський режим небезпечною перепоною для своїх планів.

#### Ліванська криза (1958)
15 липня 1958 року сунітський рух Мурабітун, Прогресивно-соціалістична партія Лівану (ПСП) та Ліванська комуністична партія (ЛКП) організували збройний виступ проти президента Шамуна. Той зі свого боку звинуватив ОАР і Насера в інспіруванні заколоту, надіслав протест до Ради Безпеки ООН та звернувся по допомогу до США.
Американська морська піхота, що висадилась у Бейруті, спільно з урядовими військами та правими воєнізованими формуваннями швидко придушили заколот. Однак президент США Дуайт Ейзенхауер відрядив до Лівану свого спецпредставника Роберта Мерфі, який переконав Каміля Шамуна піти у відставку, заради досягнення політичного компромісу.

### Лідер націонал-лібералів
Події літа 1958 року змусили Каміля Шамуна консолідувати своїх прибічників у політичну організацію — Націонал-ліберальну партію (НЛП). Кадрову основу НЛП склали представники клану Шамун і колишні активісти Конституційного блоку. Ідеологія НЛП базувалась на консервативному лібералізмі, ліванському націоналізмі, антикомунізмі та вільному підприємництві.
Формально НЛП представляла всі конфесії Лівану. Реально ж партія виступала з позицій християнської громади й при цьому особливо відстоювала інтереси маронітської аристократичної верхівки. Останній фактор відводив НЛП особливу роль у право християнському таборі й помітно відрізняв від правопопулістської Ліванської фаланги (Катаїб).
На виборах від 1960 до 1972 року партія послідовно нарощувала вплив. Її парламентське представництво зросло з 5 мандатів до 11 з 99. За результатами виборів 1972 року НЛП стала першою за числом мандатів партією Лівану (більшість депутатів були незалежними). Каміль Шамун залишався головою НЛП до 1985 року.
1968 року НЛП вступила до «Троїстого альянсу» з фалангістською партією Катаїб П'єра Жмайєля та Національним блоком Раймона Едде. Той союз заклав підґрунтя правохристиянської військово-політичної коаліції 1970-их років. Водночас у партії почали формуватись свої збройні сили — «Міліція Тигрів» (назва араб. نمور — німр, тигр — походила від імені батька Каміля Шамуна). Противниками НЛП були ПСП, ЛКП та передусім Організація визволення Палестини (ОВП). Виходячи з цього Каміль Шамун був прибічником співпраці з Ізраїлем.
Як лідер впливової НЛП Каміль Шамун обіймав у 1970—1980-их роках різні урядові посади: заступника прем'єр-міністра (1975—1976), міністра внутрішніх справ, пошти, телеграфу й телефонії, водопостачання й електропостачання (1975—1976), міністра закордонних справ (1976).

### Громадянська війна
1975 року в Лівані спалахнула громадянська війна. На першому її етапі НЛП і «Міліція Тигрів» відігравали помітну роль у збройному протистоянні з ОВП, ПСП й ЛКП, яке сам Шамун розглядав, як християнську боротьбу проти комунізму, лівої загрози, панарабізму та мусульманської експансії. У боях і розправах «Тигри Шамуна» відзначались особливою жорсткістю. Від 1976 до 1978 року Каміль Шамун був головою Ліванського фронту — військово-політичної коаліції правохристиянських сил.
Первинно Шамун був прибічником сирійської участі в ліванській війні. 1976 року він схвалив введення сирійської армії на територію Лівану — передусім для протистояння ОВП. Однак доволі швидко Шамун усвідомив небезпеку сирійської окупації та почав виступати проти присутності військ Хафеза аль-Асада.
У правохристиянському таборі швидко викрились серйозні внутрішні розбіжності. Фалангістська партія Катаїб — найсильніша збройна сила християнської громади — претендувала на безумовне лідерство. Політична конкуренція доповнювалась клановим суперництвом родин Шамун і Жмайєль. Водночас Каміль Шамун був невдоволений надмірною самостійністю сина та не заперечував проти силової акції щодо підпорядкованих Дані Шамуну формувань.
7 липня 1980 року фалангістські бойовики Башира Жмайєля-молодшого влаштували різанину в Сафрі — масове вбивство активістів НЛП, в тому числі бойовиків «Тигрів». Командувача «Тигрів» Дані Шамуна — молодшого сина Каміля Шамуна — залишили живим тільки тому, що фалангісти не бажали створювати непримиренну ворожнечу між партійними патріархами — П'єром Жмайєлем і Камілем Шамуном. Після того Шамун-старший був змушений розпустити «Міліцію Тигрів» і визнати домінування Катаїб.
Після ізраїльського вторгнення 1982 року Каміль Шамун ухвалив рішення про тактичну співпрацю з Ізраїлем, щоб протидіяти сирійській окупації Лівану.
Вплив НЛП у 1980-их роках значно знизився, втім зберігався персональний авторитет Каміля Шамуна. 1984 року його призначили на посади заступника прем'єр-міністра, міністра фінансів, міністра житлового будівництва й кооперативів. Він обіймав ті посади до самої своєї смерті. Конфліктував з прем'єр-міністром Селімом Хоссом у питаннях економічної політики. У заяві, зробленій незадовго до смерті, Каміль Шамун попередив про небезпеку банкрутства та голоду в країні.
1985 року Шамун залишив посаду голови НЛП, його наступником став Дані Шамун.
На життя Каміля Шамуна було скоєно п'ять замахів. Перший 1968 року, решта припали на період громадянської війни — 1978, 1980, 1985, 1987. Остання такого роду акція відбулась 7 січня 1987 року — в результаті вибуху замінованого авто в Бейруті загинули сім осіб, однак сам Шамун зазнав лише легкого поранення.

## Смерть і шанування пам'яти
Помер у 87-річному віці. Останні роки свого життя (після смерті П'єра Жмайєля 1984 року) він залишався єдиним політиком колишніх поколінь, який зберіг авторитет і вплив. Практично всіх решта витіснили молоді командири збройних формувань.
Каміль Шамун написав кілька книжок з політичної історії Лівану. Його мемуари, першу частину яких видали ще 1969 року, залишились незавершеними.
На честь Каміля Шамуна названо найбільший стадіон Лівану, «Каміль Шамун Спортс Сіті», збудований за його президентства.

## Родина
1930 року одружився з Зелфою Табет (пом. 1971). Від того шлюбу народились двоє синів:
- Дорі Шамун (нар. 1931) від 1990 до 2021 року був головою НЛП. Характеризував партійну політику, як виконання заповітів батька[15].
- Дані Шамун (1934—1990) командував «Міліцією Тигрів», від 1985 року був головою НЛП. 21 жовтня 1990 року його вбили разом з дружиною та двома малолітніми дітьми[16].

Каміль і Зелфа Шамун спочатку були противниками шлюбу Дані Шамуна з австралійсько-британською акторкою та фотомоделлю Петті Морган, утім, познайомившись особисто, схвалили шлюб. Каміль Шамун називав невістку Довгоногою Петті. Він висловлював невдоволення тим, що присутність дружини Шамуна-молодшого на заходах НЛП відволікала увагу від партійних керівників.